# Roland Bauer (Historiker)

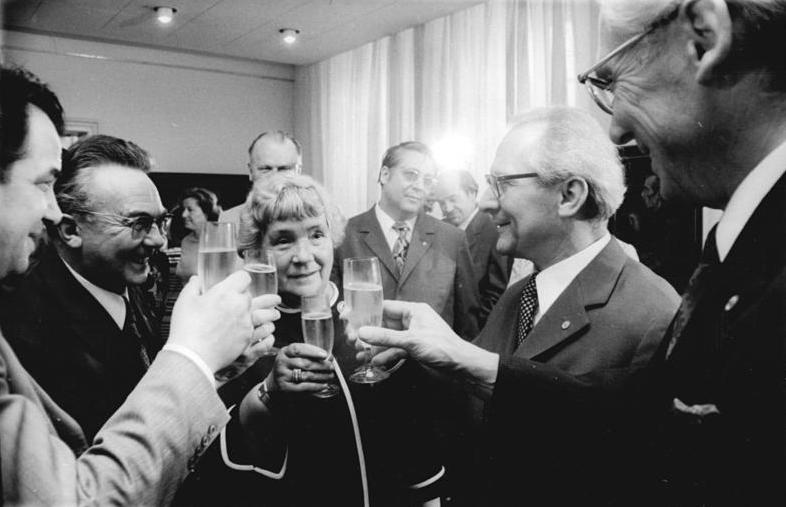
Bauer, 1. von links, bei der Eröffnung des Otto-Nagel-Hauses in Berlin, 1973

Roland Bauer (* 19. März 1928 in Eibenberg, Tschechoslowakische Republik; † 2017) war ein deutscher Historiker, Funktionär der Sozialistischen Einheitspartei Deutschlands (SED) und Politiker in der Deutschen Demokratischen Republik (DDR). Er war Hochschullehrer an der SED-Parteihochschule „Karl Marx“, Vizepräsident der Historiker-Gesellschaft der DDR, Mitglied der Berliner Stadtverordnetenversammlung und des Zentralkomitees (ZK) der SED. Er war 1976 an der Ausbürgerung Wolf Biermanns beteiligt. 1991 trat er aus der SED-Nachfolgepartei Partei des Demokratischen Sozialismus (PDS) aus.

## Leben
Nach dem Besuch des Gymnasiums erlernte der Arbeitersohn Roland Bauer bis 1944 den Beruf eines Uhrmachers, Juweliers und Optikers. Bauers Eltern waren Mitglieder der Kommunistischen Partei der Tschechoslowakei und lebten in Grünberg, heute Ortsteil von Kraslice. Von 1934 bis 1938 war Bauer Mitglied der kommunistischen Pionierorganisation. Von 1944 bis 1945 wurde er zum Reichsarbeitsdienst herangezogen. Sein Vater war erst im KZ Dachau und später im KZ Mauthausen KZ-Häftling.
Nach dem Zweiten Weltkrieg verließ Bauer mit seinen Eltern die Tschechoslowakische Republik und siedelten sich in der Sowjetischen Besatzungszone Deutschlands, in Thüringen bei Weimar, an. Bauer wurde Mitglied der Freien Deutschen Jugend (FDJ) und trat im August 1946 der SED bei. Er arbeitete bis 1947 als Uhrmacher in Apolda und übernahm dort leitende Funktionen in der FDJ. 1947 absolvierte er einen Lehrgang an der Landesparteischule Thüringen der SED in Bad Berka und war von 1947 bis 1949 Jugendsekretär der SED-Kreisleitung in Weimar.
1949 besuchte Bauer die Parteihochschule „Karl Marx“ zum zweiten Zweijahrlehrgang und arbeitete anschließend als Assistent, später Dozent und stellvertretender Leiter des Lehrstuhls Geschichte. Von 1954 bis 1958 absolvierte er eine Aspirantur am Institut für Gesellschaftswissenschaften beim Zentralkomitee der KPdSU in Moskau und wurde mit der Arbeit Voraussetzungen und Grundzüge der Novemberrevolution 1918 in Deutschland (1. Etappe) zum Dr. phil. promoviert. Von 1958 bis 1962 war Bauer Mitarbeiter der Direktion und dann stellvertretender Direktor der SED-Parteihochschule „Karl Marx“.
Von 1962 bis 1964 war Bauer Nachfolger von Ludwig Einicke Direktor des Instituts für Marxismus-Leninismus beim ZK der SED und von 1962 bis 1964 Vizepräsident der Historiker-Gesellschaft der DDR. Von 1964 bis 1967 war er Sekretär für Agitation und Propaganda der SED-Bezirksleitung Berlin und löste Erich Selbmann als Leiter der ideologischen Kommission der SED ab. Von 1967 bis 1978 war Bauer Sekretär für Wissenschaft, Volksbildung und Kultur der SED-Bezirksleitung Berlin. Am 12. Juni 1978 wurde er durch Horst Oswald abgelöst.
Von 1967 bis 1971 war Bauer Kandidat und seit dem VIII. Parteitag der SED 1971 auch Mitglied des ZK der SED. Von 1971 bis 1978 war er Mitglied der Kulturkommission des ZK und von 1971 bis 1981 auch Berliner Stadtverordneter. 1976 war er an der Ausbürgerung Wolf Biermanns beteiligt.
1978 bis 1989 war Bauer Nachfolger von Rudolf Wettengel Vertreter des ZK der SED in der Redaktion der Zeitschrift Probleme des Friedens und des Sozialismus in Prag. Dort war er bis 1990 Mitglied der Redaktion und Vertreter der SED und später der PDS.
Im Mai 1991 trat Bauer aus der PDS aus und lebte seit August 1990 in Berlin im Ruhestand. Später war er auch ein Mitarbeiter in der Alternativen Enquete-Kommission DDR-Geschichte von Wolfgang Harich.

## Ehrungen
- 1975 Verdienstmedaille der Organe des Ministeriums des Innern
- 1975 Kampforden „Für Verdienste um Volk und Vaterland“
- 1978 Vaterländischer Verdienstorden
- 1988 Ehrenspange zum Vaterländischen Verdienstorden in Gold[4]

## Schriften (Auswahl)
- Die II. Internationale (1889–1914). Berlin, DNB 450262847.
- Der wissenschaftliche Sozialismus und das Godesberger Grundsatzprogramm. Berlin, DNB 450262863.
- Kriegspolitik und Friedenskampf. Berlin, DNB 450262855.
- mit anderen: Berlin – 800 Jahre Geschichte in Wort und Bild. Dietz, Berlin, DNB 810456710.
- mit anderen: Berlin – Illustrierte Chronik bis 1870. Dietz, Berlin, ISBN 3-320-00831-5.